# 島耕二
島 耕二（しま こうじ、本名・鹿児島武彦、1901年2月16日 - 1986年9月10日）は、日本の俳優、映画監督。女優の大谷良子、片山夏子、轟夕起子は元妻。俳優の片山明彦は実子（大谷と間の子）。映画・テレビドラマの監督の湯浅憲明は甥。

## 経歴

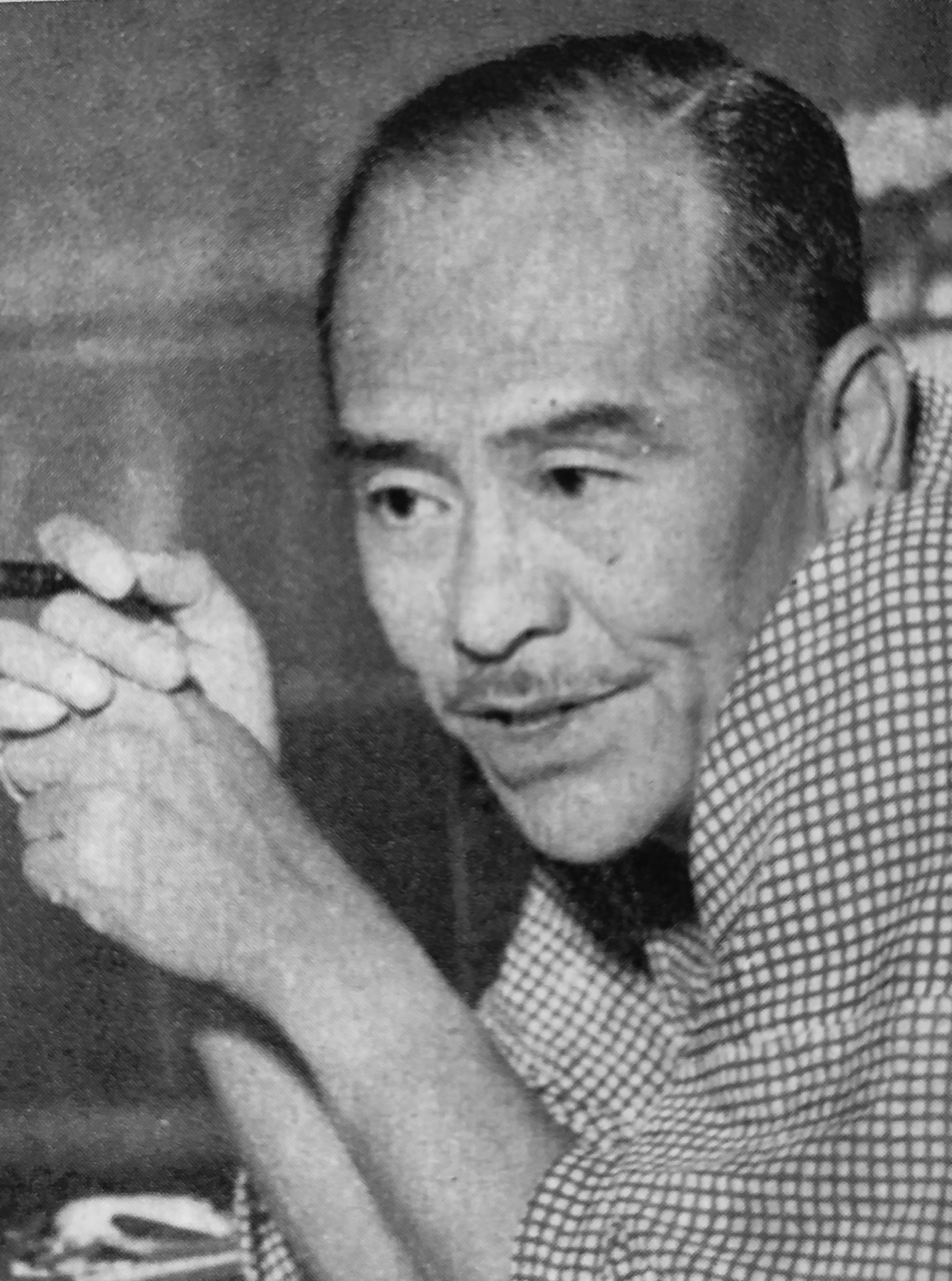
島耕二（1954年）

1901年（明治34年）2月16日、長崎県長崎市に、医者の息子として生まれる。日本映画俳優学校を第一期生として卒業し、1925年（大正14年）、日活大将軍撮影所に入社する。現代的な二枚目俳優として内田吐夢、阿部豊、溝口健二などの作品に出演する。しかし、1934年（昭和9年）の労働争議で内田、村田実、伊藤大輔らとともに日活を脱退し、新映画社の創立に参加する。解散後、新興キネマを経て、日活多摩川撮影所に入り、『明治一代女』、『真実一路』などの作品に出演し、日活黄金期を支えるスター俳優としての地位を確立する。
1939年（昭和14年）、『雲雀』から監督に転向し、1940年（昭和15年）、『風の又三郎』を発表。1941年（昭和16年）に発表した『次郎物語』は詩情あふれる演出で監督としての代表作となった。第二次世界大戦中の1943年（昭和18年）召集される。
戦後は、大映、東横映画、新東宝、大映と移り、娯楽映画を中心に発表する。主題歌が大ヒットとなった『銀座カンカン娘』などの歌謡映画を撮った。
1953年（昭和28年）には、新人の若尾文子を起用した思春期映画『十代の性典』を撮る。当時の婦人団体から怒りを買うような内容であり酷評されるも、続編や他社の追随作品を生む大ヒット作となった。その後は『金色夜叉』、『滝の白糸』などのリメイク作品、『宇宙人東京に現わる』などの空想映画まで作風は多岐に及んだ。70年代以降は、主にPR映画の監督として活躍し、80歳を越えても年に1本のペースで1時間以上の劇映画を製作し続けた。墓所は多磨霊園。

## 主な作品

### 出演作品
- 栄光の丘へ（1925年）
- 紙人形春の囁き（1926年）
- 水戸黄門（1926年）
- 足にさはった女（1926年）
- 維新の京洛 竜の巻 虎の巻（1928年）
- 特急三百哩（1928年)
- 東京行進曲（1929年）
- -喜劇- 汗（1929年12月31日）
- 唐人お吉（1930年）
- 明治一代女（1935年）
- 情熱の詩人啄木 ふるさと篇（1936年） - 石川啄木 役
- 翼の世界（1937年）
- 真実一路（1937年）
- 裸の町（1937年）

### 監督作品

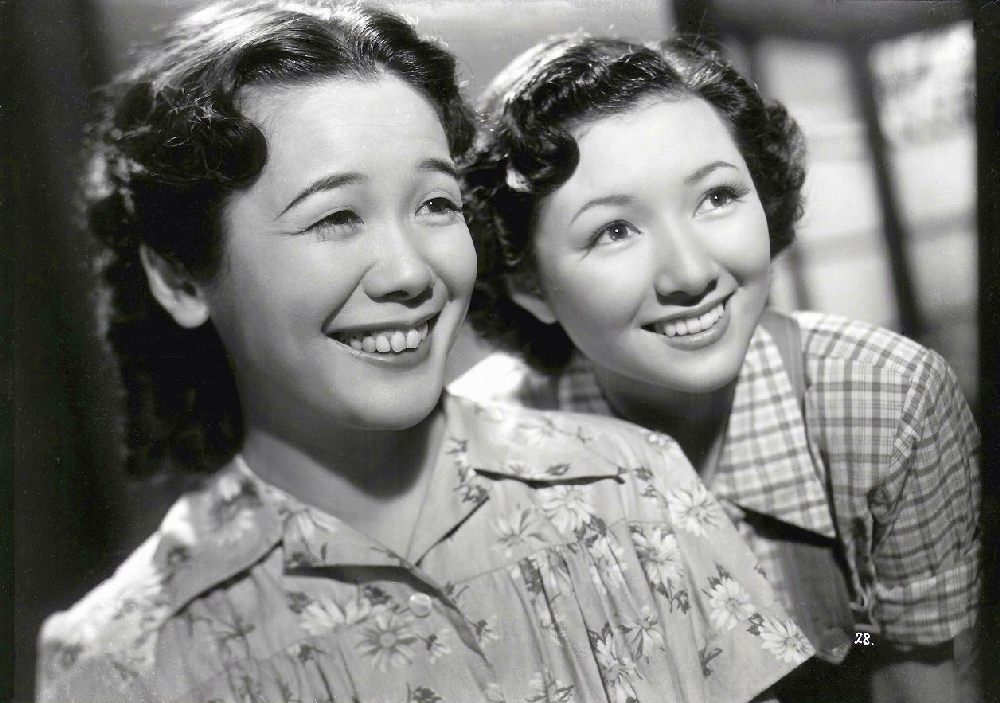
『銀座カンカン娘』（1949年）

『グッドバイ』（1949年）

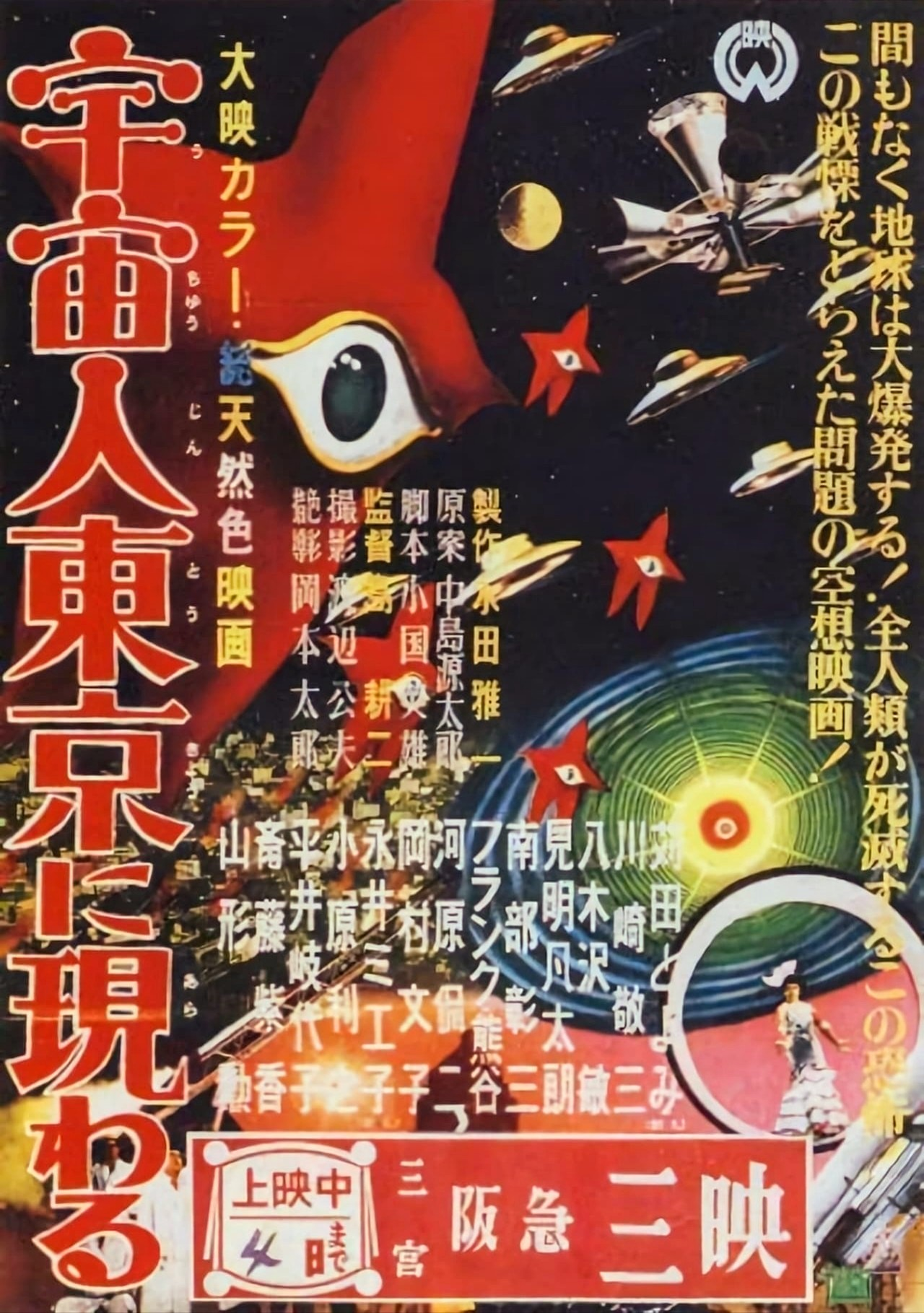
『宇宙人東京に現わる』（1956年）

- 雲雀（1939年）
- 暢気眼鏡（1940年）
- 風の又三郎（1940年）
- 転落の詩集（1940年）
- 次郎物語（1941年）
- 出生前十二時間（1943年）
- シンガポール總攻撃（1943年）
- 銀座カンカン娘（1949年）
- グッドバイ（1949年）
- 窓から飛び出せ（1950年）
- 東京のヒロイン（1950年）
- 上海帰りのリル（1952年）
- リンゴ園の少女（1952年）
- 十代の性典（1953年）
- にっぽん製（1953年）
- 金色夜叉（1954年）
- 風立ちぬ（1954年）
- 幻の馬（1955年）
- 宇宙人東京に現わる（1956年）
- 残菊物語（1956年）
- 滝の白糸（1956年）
- 新・平家物語 静と義経（1956年）
- 慕情の河（1957年）
- 有楽町で逢いましょう（1958年）
- 猫は知っていた（1958年）
- 渇き（1958年）
- 都会という港（1958年）
- 細雪（1959年）
- いつか来た道（1959年）
- 花の大障碍（1959年）
- 安珍と清姫（1960年）
- 明日を呼ぶ港（1961年）
- 情熱の詩人啄木（1962年）
- 停年退職（1963年）
- 末は博士か大臣か（1963年）
- 処女受胎（1966年）
- 複雑な彼（1966年）
- 怪談おとし穴 (1968年、遺作)